# Øster Egesborg Sogn
Øster Egesborg Sogn 
ist eine Kirchspielsgemeinde (dän.: Sogn)
im Süden der Insel Sjælland im südlichen Dänemark.
Bis 1970 gehörte sie zur Harde Bårse Herred im damaligen Præstø Amt, danach zur Langebæk Kommune im Storstrøms Amt, die im Zuge der  Kommunalreform zum 1. Januar 2007 in der Vordingborg Kommune in der Region Sjælland aufgegangen ist.
Im Kirchspiel leben 611 Einwohner (Stand: 1. Januar 2023).
Im Kirchspiel liegt die Kirche „Øster Egesborg Kirke“.
Nachbargemeinden sind im Nordosten Allerslev Sogn, im Osten Mern Sogn, im Südosten Kalvehave Sogn, im Süden Stensby Sogn, im Südwesten Vordingborg Sogn, im Westen Ørslev Sogn und im Nordwesten Udby Sogn.